# Ofiotauro

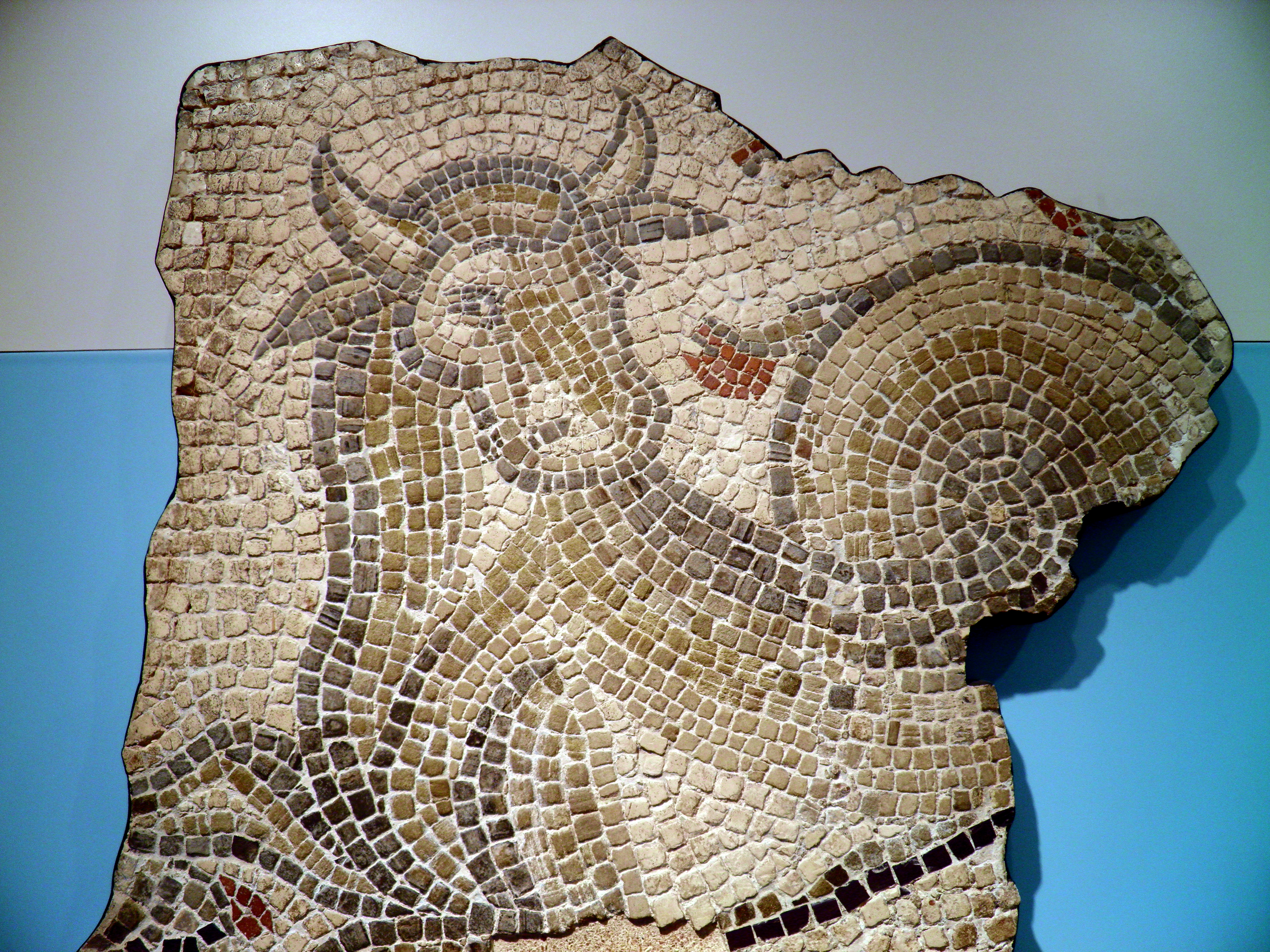
El Ofiotauro en un mosaico conservado en el Yorkshire Museum.

El ofiotauro (del griego Ὀφιόταυρος, de ὄφῐς óphis «serpiente» y ταῦρος taûros, «toro»), en la mitología clásica, era un ser monstruoso con cuerpo de toro y cola de serpiente. Nunca se lo menciona por el nombre. La única representación de la criatura aparece en un mosaico que fue excavado en York (ver imagen). La leyenda del ofiotauro se ubica dentro de la titanomaquia.

## Mitología
La única referencia de esta criatura se encuentra en los Fastos de Ovidio, a saber: «La estrella del Milano se orienta de arriba abajo en dirección a la Osa Licaonia. Esa noche llega aparecer. Si quieres saber qué es lo que le dio el cielo al ave: Saturno (Crono) había sido expulsado de su reino por Júpiter (Zeus); encolerizado, incitó a las armas a los poderosos titanes y ensayó el recurso que le era debido por el hado. Había un toro, nacido de la madre Tierra (Gea), un monstruo maravilloso, cuya parte posterior era serpiente. La violenta Estige, por consejo de las tres Parcas (Moiras), había encerrado con un triple muro en un bosque tenebroso. Existía un oráculo de aquel que entregase las entrañas del toro para que las quemaran las llamas, podría vencer a los dioses eternos. Briareo le dio muerte con un hacha adamantina (fabricada en diamante), y estaba a punto de dar las entrañas a las llamas. Júpiter ordenó a las aves robarlas; un milano se la llevó a Júpiter y por merecimiento propio llegó a las estrellas».
Para recompensarla del servicio, Zeus la elevó hacia el cielo para convertirla en la constelación del Águila. El Ofiotauro probablemente fue colocado en el cielo como las constelaciones combinadas de Tauro y Cetus (toro por encima de la cintura con la cola de un monstruo marino), además de Lyra y la constelación Ara.

## Novelística
El Ofiotauro reaparece en el tercer libro de la serie "Percy Jackson y los dioses del Olimpo", La maldición del titán. Percy Jackson lo salva durante la noche, cuando es advertido por su pegaso favorito, Blackjack. Salvó a Blackjack de Luke y sus monstruos en el segundo libro. Primero piensa que es una hembra y lo llama "Bessie". El Ofiotauro piensa que Percy es su protector y se encariña con él. Más tarde, la criatura es llevada al Olimpo a través de una burbuja mágica de agua y se pone bajo el cuidado del padre de Percy, Poseidón. El Ofiotauro era la criatura que Artemis intentó matar antes de que los Titanes lo consiguieran. Una leyenda decía que si alguien matara a la criatura quemara sus entrañas, entonces tendría el poder de derrocar a los dioses. También reaparece en La batalla del laberinto y en El último héroe del Olimpo.